# Тиви (язык)
Тиви — австралийский язык-изолят, на котором говорит 1716 человек на островах Тиви в Северной территории Австралии.

## Расположение
Тиви — это язык аборигенов островов Мелвилл и Батерст на северном побережье Австралии. Эти два острова образуют вместе единый географический объект и племенную зону, занимающую приблизительно 8000 квадратных километров. Они разделены узким проливом, ширина которого в некоторых местах не достигает и километра. Ранее племя тиви населяло всю территорию островов, сейчас же выделились 4 небольших поселения (как результат контакта с европейской культурой).

## Физическая изоляция
Из-за не очень большого расстояния между островами тиви и континентом можно было бы предположить, что племя тиви и племена континента давно и тесно общались между собой. Но факты языка и культуры указывают на то, что подобный контакт вряд ли имел место, и тиви фактически были изолированы от внешнего мира до первого появления европейцев в начале XX века.

## Генеалогия
Очень сложно сказать что-либо о родственных связях языка тиви с другими австралийскими языками. В работе Капелла (Capell 1940, 1942) показано, что префигирующие языки (англ. prefixing languages) сконцентрированы в основном на севере континента и что языки с именной классификацией (англ. noun-classifying languages), такие как тиви, тоже в основном находятся на севере. И всё же, в этой северной области очень много различных языков, и работа по установлению родственных связей тиви с этими другими языками пока никак существенно не продвинулась.
Скорее всего, это связано с тем, что у племени тиви не было языковых контактов с другими австралийскими языками, даже Jiwadja и Larakia (ближайшие географические соседи) были отделены от тиви водой на расстоянии около 80 километров.

## Типологические характеристики
Тиви — полисинтетический агглютинативный язык, преимущественно префигирующий, с именным инкорпорированием (англ. noun incorporating), где синтез происходит в глаголе. Все элементы предложения на языке тиви могут быть соединены в одну высокоорганизованную морфологическую структуру.
Например, следующее предложение может быть переведено одним словом на языке тиви:
- Он пришел и украл мой дикий мёд этим утром, пока я спал. — jinuatəmənijilipaŋəmataṱaṱumaŋələpiaiŋkiṋa.

Такой тип построения структур очень большой сложности, весьма распространённый в Северной Америке, практически уникален для Австралии, и ни на континенте, ни на островах нельзя найти ничего подобного.
Одна из самых ярких и необычных способностей языка тиви — способность инкорпорирования именных групп в структуру глагола в качестве прямого дополнения. В частности, в приведённом выше примере именная группа «дикий мёд» представлена формой mataṱaṱumaŋələpi-.
Эта черта была отмечена в очень немногих австралийских языках. Что странно, практически такое же явление было замечено в некоторых индейских языках Америки.

### Базовый порядок слов
При отсутствии большого корпуса текстов на языке тиви, можно сделать предположение, что для него скорее характерен тип OSV:
| milimika   | pu-ɹə-kəɹrimi | milimika   | ɳa  | ɳara | alikampwaɹni | apu   | wuta | ɳara         | ɳimini | laɳkənaɳki |
| танец (pl) | они-1k-делать | танец (pl) | для | него | пеликан      | также | они  | его(притяж.) | брат   | орёл       |

«Танцевальные площадки (танцы) они сделали, танцевальные площадки для Пеликана и его брата Орла».

## Фонетическая система

### Согласные
Система согласных языка тиви является довольно типичным примером основного австралийского типа. В этом типе есть 6 мест артикуляции: билабиальная, зубно-альвеолярная, альвеолярная, ретрофлексная, палатальная и велярная — но не все они используются в языке тиви. В языке тиви, по мнению Осборна, было только 4 места: зубные и альвео-палатальные звуки сливались в одну фонему, то же самое происходило с альвеолярными и ретрофлексными.
Современный взгляд на консонантную систему фонем языка тиви сводится к следующей таблице:
|                     | Билабиальные | Зубно- альвеолярные | Альвеолярные | Ретрофлексные | Палатальные | Велярные |
| ------------------- | ------------ | ------------------- | ------------ | ------------- | ----------- | -------- |
| Взрывные            | p [p]        | th [t̪] ~ [t̠]        | t [t]        | rt [ʈ]        |             | k [k]    |
| Носовые             | m [m]        | nh [n̪]              | n [n]        | rn [ɳ]        |             | ng [ŋ]   |
| Дрожащие (вибранты) |              | rr [r]              |              |               |             |          |
| Боковые             |              |                     | l [l]        | rl [ɭ]        |             |          |
| Аппроксиманты       | w [w]        |                     |              | r [ɻ]         | y [j]       | ? [ɰ]    |

Система Осборна:
|  | p | ṱ | t | k |
|  | m | ṋ | n | ŋ |
|  |   |   | l |   |
|  |   |   | r |   |
|  |   |   |   | γ |
|  | j |   | ɹ | w |

### Гласные
Система гласных языка тиви, как и у ещё некоторых северных языков, отличается от треугольника гласных, характерного для остальной Австралии. Различие состоит в наличии четвёртой гласной, /o/. Таким образом, гласные в языке тиви образуют следующий четырёхугольник:
| i | u |
| a | o |